# Microloxia atlagenes
Microloxia atlagenes là một loài bướm đêm trong họ Geometridae.